# أسبجورن بيرغ هانسن
أسبجورن بيرغ هانسن (بالنرويجية البوكمول: Asbjørn Berg-Hansen)‏ (14 سبتمبر 1912 – 28 يناير 1998) هو ملاكم نرويجي راحل، مثّل بلاده في الألعاب الأولمبية الصيفية 1936.

## روابط خارجية
أسبجورن بيرغ هانسن على موقع أوليمبيديا (الإنجليزية)